# Ксилонова киселина
Ксилоновата киселина е захарна киселина от групата на алдоновите киселини, която се може да се получи при умерено окисление на ксилоза (например с бром).